# Duilio (Vorname)
Duilio ist ein männlicher Vorname.

## Herkunft und Bedeutung
Der Vorname Duilio leitet sich vom lateinischen Gentilnamen Duilius her. Er ist vor allem im italienischen Sprachraum verbreitet.

## Namensträger
- Duilio Arigoni (1928–2020), Schweizer Chemiker
- Duilio Coletti (1906–1999), italienischer Filmregisseur und Drehbuchautor
- Duílio Dias (Duílio; * 1957), brasilianischer Fußballspieler und -trainer
- Duilio Dobrin (* 1958), US-amerikanischer Dirigent und Pianist argentinischer Herkunft
- Duilio Loi (1929–2008), italienischer Boxer
- Duilio del Prete (1938–1998), italienischer Schauspieler

## Künstlername
- Duilio, bürgerlicher Name Lorenzo di Ciccio (* 1973), Schweizer Sänger